# Canton de Vernon-Nord
Cet article possède un paronyme, voir Canton de Vernon (homonymie).
Le canton de Vernon-Nord est une ancienne division administrative française située dans le département de l'Eure et la région Haute-Normandie.

## Histoire
Le canton a été créé en 1982 en scindant en deux l'ancien canton de Vernon.
| Période | Période | Identité        | Étiquette | Qualité |
| ------- | ------- | --------------- | --------- | --- |
| 1982    | 1994    | Claude Cailloux | UDF-Rad.  | Adjoint au Maire de Vernon |
| 1994    | 2001    | Pierre Bouret   | UDF       | Exploitant agricole Maire de La Chapelle-Réanville                                                                                      |
| 2001    | 2015    | Gérard Volpatti | DVD       | Directeur commercial Maire de Saint-Marcel depuis 1995 Président de la Communauté d'agglomération des Portes de l'Eure à partir de 2003 |

## Composition
| Communes                   | Population (2012) | Code postal | Code Insee |
| -------------------------- | ----------------- | ----------- | ---------- |
| Chambray                   | 372               | 27120       | 27140      |
| La Chapelle-Réanville      | 1 019             | 27950       | 27150      |
| Sainte-Colombe-près-Vernon | 197               | 27950       | 27525      |
| Saint-Just                 | 1 292             | 27950       | 27554      |
| Saint-Marcel               | 4 982             | 27950       | 27562      |
| Saint-Pierre-d'Autils      | 1 036             | 27950       | 27588      |
| Vernon                     | 24 056 (1)        | 27200       | 27681      |
| Villez-sous-Bailleul       | 275               | 27950       | 27694      |

(1) fraction de commune.

## Démographie
| 1990   | 1999   | 2006   | 2011   | 2012   |
| ------ | ------ | ------ | ------ | ------ |
| 15 612 | 16 949 | 17 588 | 17 697 | 17 572 |